# 利克克里克鎮區 (密蘇里州歐扎克縣)
利克克里克鎮區（英語：Lick Creek Township）是位於美國密蘇里州歐扎克縣的一個行政鎮區。

## 地方資料
利克克里克鎮區的面積為78.17平方千米，當中陸地面積為75.94平方千米，而水域面積為2.23平方千米。根據2020年美國人口普查的數據，當地共有人口444人，而人口密度為每平方千米5.68人。